# Burg Turquestein
Die Burg Turquestein (deutsch: Türkstein oder veraltet Türkenstein) ist die Ruine einer Höhenburg bei Turquestein-Blancrupt in den Vogesen im französischen Département Moselle der Region Grand Est.
Die Ruine befindet sich auf 458 Meter Höhe in einer früher als uneinnehmbar geltenden Lage auf einem Felsplateau hoch über dem Tal der Weißen Saar nahe deren Quelle in Sichtweite zum Donon.

## Geschichte
Das befestigte Schloss wurde zwischen 900 und 1000 erbaut. Ein genaues Erbauungsdatum ist nicht bekannt. 1002 übertrugen die Bischöfe von Toul die Burg als Lehen an die Freiherren von Blâmont.
Der Metzer Fürstbischof Johannes I. von Apremont (1224–1238), vorher Bischof von Verdun, hatte bald nach seinem Amtsantritt eine blutige Fehde mit Simon von Leiningen wegen der dessen verstorbener Gemahlin Gertrud von Dagsburg-Metz und ihrem ersten Gemahl Theobald von Lothringen übertragenen bischöflichen Lehen. Im Friedensschluss von 1227 behielt das Bistum Metz die Grafschaft und Vogtei Metz mit den dazu gehörigen Schlössern Saarburg, Türkstein usw., übergab aber dem Grafen Simon die Grafschaft Dagsburg als Lehen.  Bischof Johannes ließ die Mauern des Schlosses Türkstein anschließend wieder herstellen. 1252 wurde Burg Türkstein durch Bischof Jakob von Lothringen (1239–1260) neu befestigt.
Die Burg war Sitz der Herrschaft Türkstein, deren Gebiet, das um 1305 bis zur  Vezouze reichte,  die Ortschaften an der Weißen und Roten Saar umfasste, an der Roten Saar mit Ausnahme derjenigen Orte, die zur Grafschaft Dagsburg gehörten. Zur Herrschaft zählten u. a. Aspach, Frackelfingen,  Hattigny (vormals Hittingen), Landangen,  Lascemborn, Lörchingen, Neuwiller, Niederhofen und Wasperwiller.
1634 wurde die Burg auf Befehl Kardinal Richelieus geschleift und ist seither Ruine. Noch im späten 19. Jahrhundert diente sie als Försterwohnung.

## Anlage

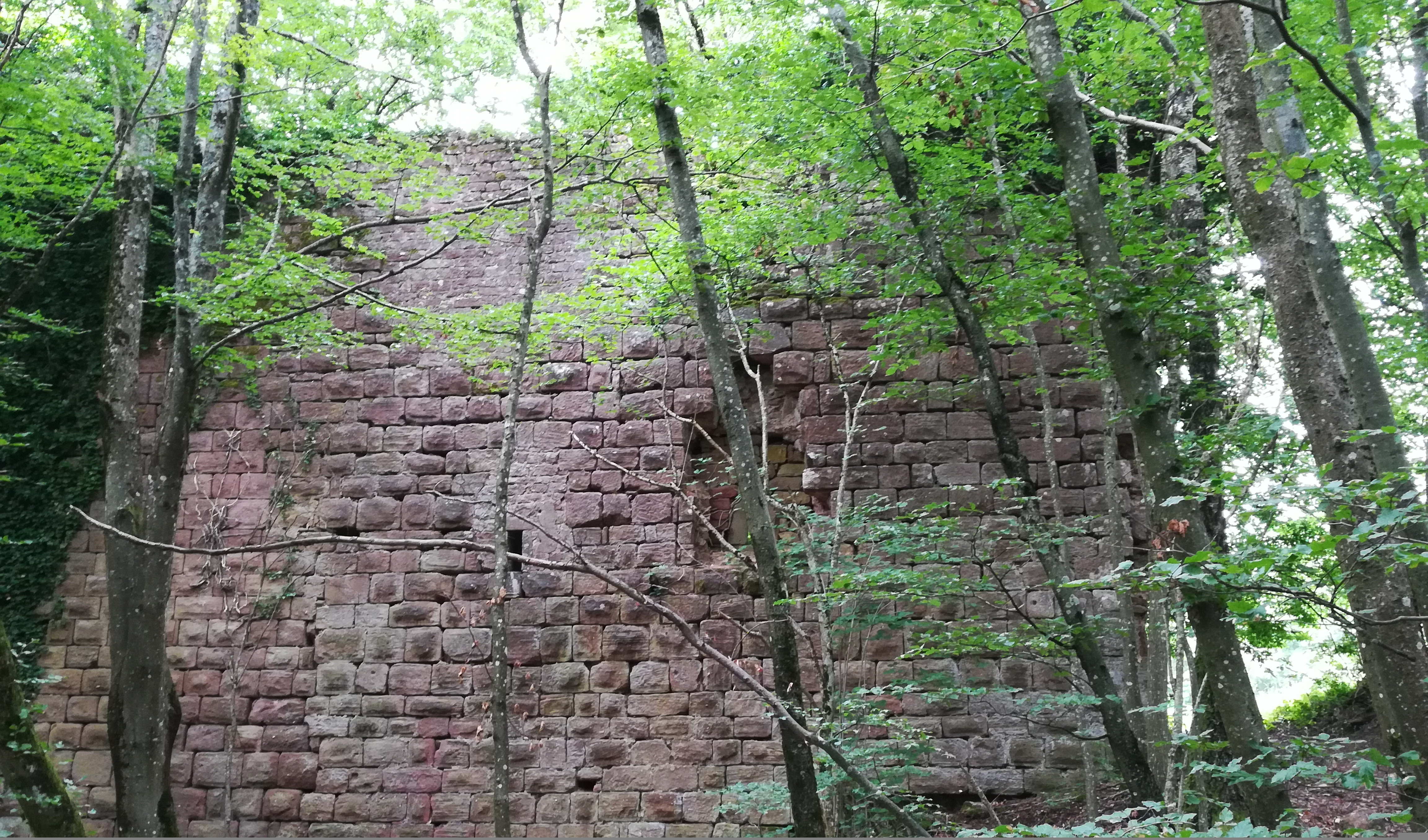
Mauer der Burg

Die Burg folgt im Grundriss dem unregelmäßigen, länglich dreieckigen Felsplateau, auf dem sie erbaut wurde. Die erhaltenen Mauerreste der Kernburg mit Buckelquadern dürften auf das Ende des 12. Jahrhunderts zu datieren sein. Außer der Buckelquadermauer haben sich von der Hauptburg nur wenige Reste erhalten. Bemerkenswert ist noch ein gemauerter Bogen, der zur Überbrückung eines Felsspalts dient. Eine ähnliche Konstruktion ist auch von der Burg Hagelschloss, ebenfalls im Elsass, erhalten. Der Zugang erfolgte über eine jüngere, westlich angelehnte Vorburg.
Wie auf dem Plan zu erkennen, folgte die Burg einem im Mittelalter gebräuchlichen Prinzip: Die Vorburg diente als Zwinger. Innerhalb der Vorburg kann der Angreifer von allen Seiten her beschossen werden.